# Sono un fan
Sono un fan è un singolo del rapper italiano J-Ax, pubblicato il 27 agosto 2021 come sesto estratto dalla riedizione del settimo album in studio ReAle.

## Descrizione
Il brano è un inno pop dedicato a tutti coloro che si sentono fan in cui J-Ax elenca tutte le sue passioni e le cose magiche della vita.

## Video musicale
Il video, diretto dallo stesso J-Ax, è stato reso disponibile il 30 agosto 2021 attraverso il canale YouTube del rapper.